# Lookeu (Westtasifeto)
Lookeu ist ein indonesisches Desa im Distrikt (Kecamatan) Westtasifeto, Regierungsbezirk (Kabupaten) Belu (Provinz Ost-Nusa Tenggara) auf der Insel Timor. Lookeu befindet sich im Osten des Distrikts, an der Grenze zum Nachbarstaat Osttimor. 2010 lebten hier 469 Menschen.
Zweimal im Jahr findet in Lookeu im April und Oktober nachts die traditionelle Honigernte statt.

## Geschichte
Lookeu ist das Zentrum des ehemaligen Reiches Lookeu, dessen Territorium sich beiderseits der Grenze zwischen Indonesien und Osttimor erstreckte. Ursprünglich lag das Dorf im heute osttimoresischen Fatumean.